# Cecil Beaton
Pour les articles homonymes, voir Beaton.
Cecil Beaton (Hampstead, Middlesex, 14 janvier 1904 - Broad Chalke, Wiltshire, 18 janvier 1980) est un photographe de mode et de portrait, et écrivain britannique.
Il est également au cours de sa vie scénographe, concepteur de costumes pour le cinéma et le théâtre.

## Biographie

### Famille et formation
Cecil Beaton naît à Hampstead (nord de Londres), fils d'Ernest Walter Hardy Beaton (1867-1936), négociant en bois prospère, et de son épouse, Esther (dite Etty) Sisson (1872-1962). Son grand-père, Walter Hardy Beaton (1841-1904), était le fondateur de l'entreprise familiale « Beaton Brothers Timber Merchants and Agents », et son père lui succède. Ernest Beaton aimait jouer des pièces de théâtre en amateur.
Ernest et Etty Beaton eurent quatre enfants:  Cecil, deux filles, Nancy Elizabeth Louise Hardy Beaton (1909-1999, qui épousa Sir Hugh Smiley) et Barbara Jessica Hardy Beaton (1912-1973, surnommé Baba, qui épouse Alec Hambro) et un fils, Reginald Ernest Hardy Beaton (1905-1933).
Cecil Beaton fait ses études à la Heath Mount School, où il est bizuté par Evelyn Waugh) et à la St Cyprian's School d'Eastbourne où ses talents artistiques sont rapidement reconnus. Cyril Connolly et Henry Longhurst racontent dans leurs autobiographies avoir été fort impressionnés par la beauté de la voix de Beaton chantant à la chorale de St Cyprian's,.
C'est sa gouvernante qui l'initie à la photographie avec son Kodak 3A, modèle fort répandu à l'époque. Elle lui apprend aussi à développer ses photographies. Il prend souvent sa mère et ses sœurs comme modèles. Lorsqu'il commence à maîtriser suffisamment son art, il envoie ses photos à des magazines mondains utilisant un pseudonyme.
Cecil Beaton entre à la Harrow School, puis rapidement au St John's College de Cambridge, où il étudie  l'histoire, l'art et l'architecture. Beaton continue la photographie, et par ses relations universitaires il peut faire un portrait dépeignant la duchesse d'Amalfi publié dans Vogue. En fait il s'agit de George (Dadie) Rylands – « dans un cliché légèrement flou de lui en tant que duchesse d'Amalfi de Webster dans une lumière sous-marine à l'extérieur des toilettes pour hommes de l'ADC Theatre de Cambridge. » Beaton quitte Cambridge sans diplôme en 1925.

Cecil Beaton était connu pour son homosexualité : 
«  Mes amitiés avec les hommes sont plus merveilleuses qu'avec les femmes. Je n'ai jamais été amoureux d'une femme et je ne pense pas que je le serai jamais de la même façon qu'avec un homme. Je suis vraiment un terrible, terrible homosexualiste et j'essaie tellement de ne pas l'être. »
 (cité par Hugo Vickers, Cecil Beaton, Londres, Weidenfeld et Nicolson, 1985.)[réf. nécessaire]
Cependant, dans son journal des années 1944-1948, il relate longuement son amitié amoureuse avec Greta Garbo.

### Photographie
Cecil Beaton se fait connaître par une première exposition à Londres en 1926 qui est bien accueillie. Il a alors son propre studio pour créer des photographies de mode ou des portraits. À la fin des années 1920, il travaille pour l'édition américaine de Vogue qui l'a embauché au départ comme illustrateur avant de devenir photographe. Il est alors publié ponctuellement à l'intérieur du British Vogue. Puis il signe un contrat avec cette version britannique du magazine Vogue en 1931 — il fait sa première couverture en juillet 1932 — pour lequel il collabore jusqu'au milieu des années 1950 aux côtés de Henry Clarke.
Commençant sa carrière par photographier ses riches amis hédonistes des Bright Young Things, il travaille également avec le magazine de mode Harper's Bazaar et comme photographe pour Vanity Fair.
Dans le Hollywood des années 1930, il réalise de nombreux portraits de célébrités, et est portraitiste officiel de la famille royale en 1937.
En 1948, il photographie les spectaculaires robes de bal de Charles James. Au début des années 1950, il a pour modèle favori l'élégante Fiona Campbell-Walter. Jugé démodé, il est renvoyé de Vogue dans les années 1950 et devient photographe indépendant. C'est à cette période qu'il s'oriente vers la décoration pour le théâtre ou pour le cinéma. En 1964, il intègre la Royal Photographic Society.
Ses principales expositions se sont tenues au National Portrait Gallery à Londres en 1968 et en 2004.
Au cours de sa carrière, il est également illustrateur et chroniqueur.

## Œuvres

### Personnalités photographiées
- Sir William Walton, 1926
- Stephen Tennant, 1927
- Lady Diana Cooper, 1928
- Charles James (designer), 1929
- Lillian Gish, 1929
- Oliver Messel, 1929
- Lord David Cecil, 1930
- Lady Georgia Sitwell, 1930
- Gary Cooper, 1931
- Pablo Picasso, 1933
- Marlène Dietrich, 1935
- Salvador Dalí, 1936
- Natalie Paley, 1936
- Daisy Fellowes, 1937
- Hélène de Grèce et de Danemark, reine mère de Roumanie, 1937
- Bomb Victim (Elienn Dunne), 1940
- Winston Churchill, 1940
- Graham Sutherland, 1940
- Charles de Gaulle, 1941
- Walter Sickert, 1942
- Isabel Jeans, 1945
- Princesse Élisabeth, 1945
- Greta Garbo, 1946
- Yul Brynner, 1946
- Vivien Leigh, 1947
- Marlon Brando, 1947
- Truman Capote, 1948-1949
- Duchesse de Windsor, 1951
- Vita Sackville-West, 1952
- Couronnement d'Élisabeth II, 1953
- Alexis von Rosenberg, Baron de Redé, 1953
- Grace Kelly, 1954
- Mona von Bismarck, 1955
- Bernard Berenson, 1955
- Joan Crawford, 1956
- Mrs. Charles (Jayne) Wrightsman, 1956
- Maria Callas, 1956
- Dame Edith Sitwell, 1956
- Colin Wilson, 1956
- Marilyn Monroe, 1956
- Leslie Caron, 1957
- Margaret du Royaume-Uni, 1960
- Leonor Fini, 1961
- Albert Finney, 1961
- Cristobal Balenciaga, 1962
- Karen Blixen, 1962
- Rudolf Nureyev, 1963
- Audrey Hepburn, 1964
- Margot Fonteyn, 1965
- Jacqueline Kennedy, 1965
- Georgia O'Keeffe, 1966
- Andy Warhol, 1967
- Twiggy, 1967
- Mick Jagger, 1968
- Katharine Hepburn, 1969
- Barbra Streisand, 1969
- Gloria Guinness (en), 1970
- Hubert de Givenchy, 1970
- Mae West, 1970
- David Hockney, 1970
- Jane Birkin, 1971
- Marie-Hélène de Rothschild, 1971
- Marisa Berenson en Luisa Casati, 1971
- Pauline de Rothschild, 1972
- Tina Chow, 1973
- Gilbert and George, 1974
- Inès de la Fressange, 1978
- Paloma Picasso, 1978
- Caroline de Monaco, 1978
- Olimpia de Rothschild, 1978
- Dayle Haddon, 1979
- Reine Sita Devi of Kapurthala,1940
- Princesse Dürrüşehvar, entre 1939 et 1945

### Costumes

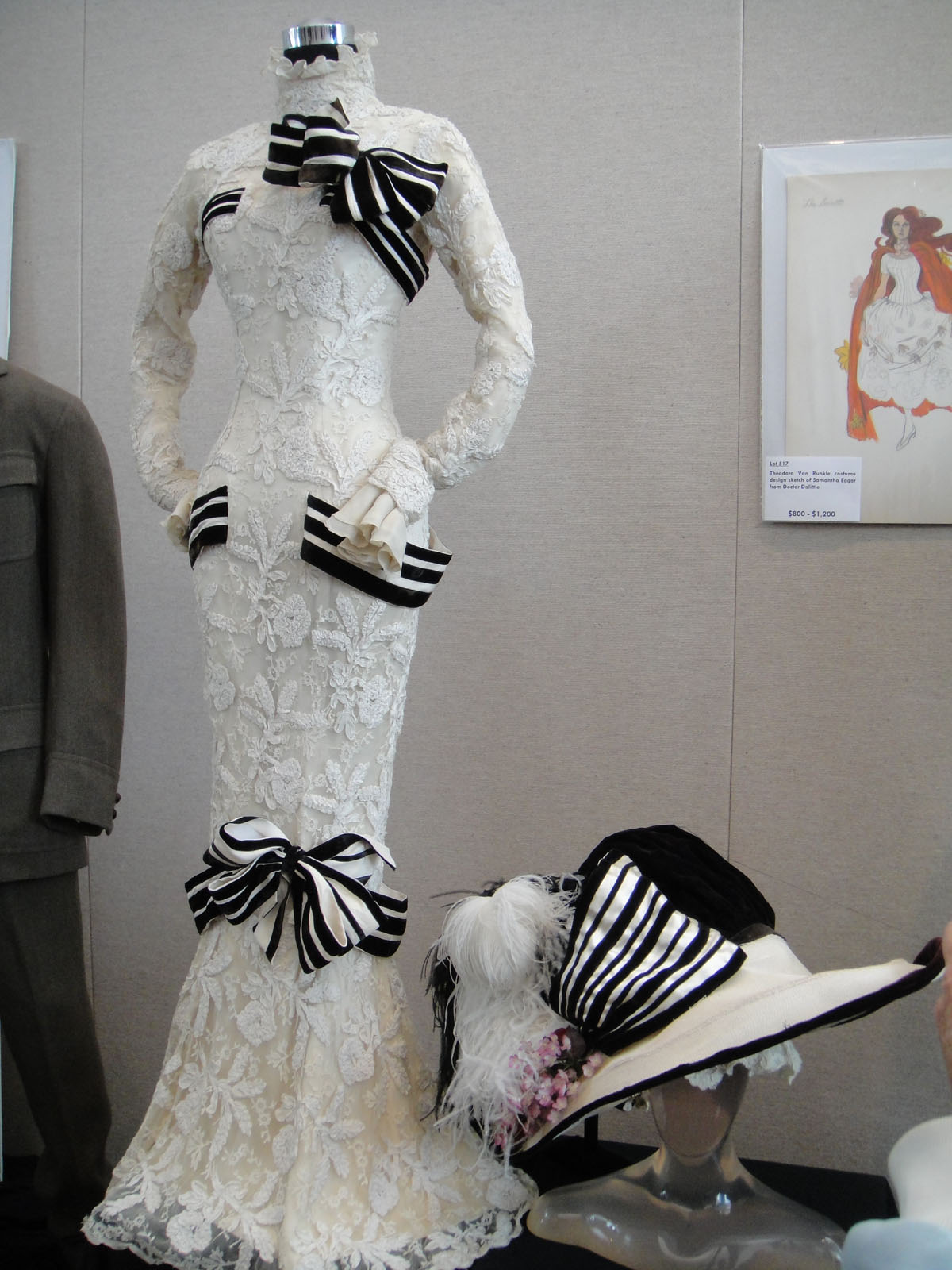
Un des costumes créés par Cecil Beaton, porté par Audrey Hepburn dans My Fair Lady.

- 1941 : La Commandante Barbara (Major Barbara) de Gabriel Pascal
- 1946 : Amour tragique (Beware of Pity) de Maurice Elvey
- 1947 : Un mari idéal (An Ideal Husband) d'Alexander Korda
- 1956 : My Fair Lady, comédie musicale d'Alan Jay Lerner et Frederick Loewe,
- 1958 : Gigi, film de Vincente Minnelli
- 1958 : Le Dilemme du docteur (The Doctor's Dilemma), film d'Anthony Asquith
- 1964 : My Fair Lady de George Cukor
- 1970 : Melinda (On a Clear Day You Can See Forever) de Vincente Minnelli

### Publications
- Persona Grata, 1953.
- Indian Diary and Album
- The Glass of Fashion, 1954 ; trad. fr. Denise Bourdet, Cinquante ans d'élégance et d'art de vivre, préf. Christian Dior, Paris, Amiot-Dumont, coll. « Toute la ville en parle », 1954 ; rééd. Cecil Beaton, cinquante ans d'élégance et d'art de vivre, Paris, Éditions Séguier, 352 p., 2017  (ISBN 978-2840497240)
- My Bolivian aunt: a memoir
- My Royal Past
- Chinese Diary and Album
- Japanese
- Ballet
- Portrait of New York
- Self-portrait with friends : the selected diaries of Cecil Beaton 1926-1974.
- The Wandering years; diaries, 1922-1939.
- The Years Between; diaries 1939-44.
- The Happy Years: diaries 1944-48 ; trad. fr. Robert Latour, Les Années heureuses, Albin Michel, 1973 ; rééd. Les Belles Lettres, coll. Domaine Étranger, Paris, 350 p., 2020  (ISBN 978-2251450773)
- The Strenuous Years, diaries 1948-55.
- The Restless Years : diaries, 1955-63.
- The Parting Years : diaries, 1963-74.
- The Unexpurgated Beaton: The Cecil Beaton Diaries as He Wrote Them, 1970-1980.
- Beaton in the Sixties: The Cecil Beaton Diaries as He Wrote Them, 1965-1969
- Cecil Beaton's 'Fair Lady', (1966) (diary excerpts and costume sketches)
- The Face of the World : an International Scrapbook of People and Places.
- I Take Great Pleasure.
- Quail in Aspic:  the life story of Count Charles Korsetz

## Distinctions
Beaton a obtenu le Tony Award des meilleurs costumes en 1957 pour Coco.
Il est commandeur de l'Ordre de l'Empire britannique et fait chevalier en 1972.
- Knight Bachelor

## Pour approfondir